# A-Ba-Ni-Bi
A-Ba-Ni-Bi (Іврит — א-ב-ני-בי) — пісня ізраїльського співака Ізгара Когена. Ця пісня представляла Ізраїль на Євробаченні 1978, ставши переможцем Євробачення того року.

## На Євробаченні
На конкурсі пісня зайняла перше місце. Це було перше перше місце за історію Ізраїля на Євробачені.